# هاري هورنر
هاري هورنر (بالألمانية: Harry Horner)‏ (و. 1910 – 1994 م) هو منتج أفلام، ومخرج أفلام، ومخرج فني، ومصمم الإنتاج نمساوي، توفي عن عمر يناهز 84 عاماً، بسبب ذات الرئة.

## جوائز وترشيحات
حصل على جوائز منها:
- جائزة الأوسكار لأفضل إخراج فني، أبيض وأسود ‏، عن عمل: الوريثة
- جائزة الأوسكار لأفضل إخراج فني، أبيض وأسود ‏، عن عمل: المحتال

ترشح لـ:
- جائزة الأوسكار لأفضل إخراج فني، أبيض وأسود ‏، عن عمل: الوريثة
- جائزة الأوسكار لأفضل إخراج فني، أبيض وأسود ‏، عن عمل: المحتال
- جائزة الأوسكار لأفضل تصميم إنتاج، عن عمل: هم يقتلون الخيول، أليس كذلك ؟.

## وصلات خارجية
- هاري هورنر على موقع IMDb (الإنجليزية)
- هاري هورنر على موقع ألو سيني (الفرنسية)
- هاري هورنر على موقع أول موفي (الإنجليزية)
- هاري هورنر على موقع قاعدة بيانات برودواي على الإنترنت (الإنجليزية)
- هاري هورنر على موقع قاعدة بيانات برودواي على الإنترنت (الإنجليزية)
- هاري هورنر على موقع قاعدة بيانات الأفلام السويدية (السويدية)
- هاري هورنر على موقع قاعدة بيانات الفيلم (الإنجليزية)
- هاري هورنر على موقع كينوبويسك (الروسية)